# والنتینا (زن‌پوش)
والنتینا (به انگلیسی: Valentina) (زاده ۱۴ مهٔ ۱۹۹۱) زن‌پوش، بازیگر آمریکایی است.